# Síndrome del intestino corto
El síndrome del intestino corto  es una enfermedad producida por la pérdida anatómica o funcional de un segmento del intestino delgado. Esta pérdida ocasiona trastornos importantes en el estado nutricional y metabólico debido a la disminución de la superficie de absorción intestinal.

## Etiología
La causa más frecuente del síndrome de intestino corto es la resección intestinal masiva debido a una isquemia mesentérica. También puede ser consecuencia de otras enfermedades, tales como las neoplasias intestinales, traumatismo abdominal, enfermedad inflamatoria (Enfermedad de Crohn), vólvulo intestinal, etc. En el niño se añaden otras causas, tales como el síndrome de intestino corto congénito y la enterocolitis necrotizante. A continuación se listan las causas conocidas.
- Pérdida anatómica:
  - Infarto intestinal por compromiso de vasos mesentéricos (por trombosis o embolia, hipoperfusión por choque circulatorio, vólvulo o hernia estrangulada)
  - Resecciones repetidas en enfermedad de Crohn.
  - Neoplasia intestinal.
  - Obstrucción intestinal por adherencias.
  - Traumatismo abdominal .
  - Resección amplia en enteritis actínica.
  - Bypass intestinal en tratamiento de la obesidad

- Pérdida funcional por enfermedad intestinal:
  - Enfermedad de Crohn.
  - Enteritis actínica.
  - Esprue tropical.
  - Esclerodermia.
  - Síndrome de seudoobstrucción intestinal crónica.

- Anormalidades del desarrollo en el período intrauterino:
  - Atresia intestinal (yeyunal o ileal).
  - Vólvulo intrauterino.
  - Aganglionosis.
  - Gastrosquisis.

- Formas adquiridas en el período neonatal:
  - Vólvulo.
  - Enterocolitis necrotizante.

## Patogenia
Se ha estimado que la pérdida de más de un 70 a 75% de la longitud intestinal o una longitud remanente menor a 200 cm genera un riesgo alto de padecer un síndrome de intestino corto.  Sin embargo, la enfermedad no sólo depende de la longitud del intestino, sino que también de la calidad de este y de la presencia o no de colon.
Ya que diferentes zonas intestinales tienen diferentes funciones en el mecanismo de absorción intestinal, las manifestaciones del síndrome de intestino corto depende de las zonas resecadas o perdidas. Por ejemplo, en el caso de la resección del duodeno y el yeyuno, el íleon puede adaptarse para suplir la mayoría de las funciones digestivas que normalmente dependen de dichas zonas. Por otro lado la resección del íleon, genera trastornos digestivos permanentes, dado que el duodeno y el yeyuno no pueden suplir sus funciones habituales.

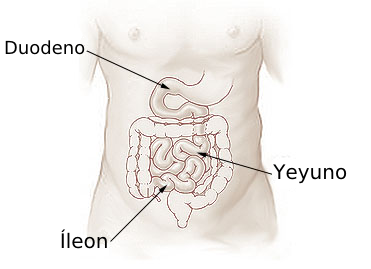
Partes del intestino delgado: duodeno, yeyuno e íleon.

Una vez producida la resección o perdida funcional de un segmento intestinal, puede devenir el fracaso intestinal o, por el contrario,  la adaptación intestinal. El fracaso intestinal se define como la necesidad de aportar por vía parenteral los elementos nutritivos o fluidos necesarios para mantener el equilibrio nutricional o la composición corporal.  La adaptación intestinal, por otro lado, es el proceso que experimenta el intestino residual que tiende a restablecer las condiciones nutricionales al estado previo a la resección. Como se mencionó en el párrafo anterior la capacidad adaptativa depende en gran medida del tipo de segmento remanente, en particular, la presencia o no de colon, la presencia o no de válvula ileocecal; y también de la longitud y las condiciones del intestino remanente, y de la edad del paciente. Sin embargo, el grado de adaptabilidad intestinal tiene una amplia variabilidad individual.
En síntesis, los factores que contribuyen al desarrollo de la enfermedad son:
1. Pérdida del área de absorción.
2. Pérdida de procesos de transporte específicos de zonas intestinales.
3. Pérdida de células endocrinas y sus respectivas hormonas específicas de zonas intestinales.
4. Pérdida de la válvula ileocecal.

La principal consecuencia de una resección intestinal masiva es la pérdida de la superficie de absorción, produciendo una malabsorción de macronutrientes y micronutrientes, electrolitos y agua.
Las alteraciones específicas por segmento resecado son:
- Resección proximal (duodeno y yeyuno). Déficit en la absorción del hierro, fósforo y vitaminas solubles en agua. Déficit en la producción de gastrina, colecistoquinina, secretina, polipéptido inhibidor gástrico y motilina.
- Resección del íleon. Déficit en la absorción de la vitamina B12 y sales biliares. Déficit en la producción de péptido similar al glucagón tipo 1, neurotensina y péptido YY.[2]

## Cuadro clínico
Los síntomas de este síndrome son muy variados de un individuo a otro y son resultado del estado malabsortivo, manifestándose fundamentalmente como diarrea osmótica con el consiguiente estado de malnutrición severo.

## Diagnóstico
El diagnóstico de la enfermedad es fundamentalmente clínico en cuanto el paciente tiene un estado malabsortivo que requiere un soporte nutricional para mantener sus requerimientos básicos. Puede ayudar en el diagnóstico la analítica de sangre para ver el balance hidroelectrolítico y cuantificar la grasa fecal para objetivar la esteatorrea.

## Tratamiento
El tratamiento pasa por tres fases. La fase aguda, normalmente post-cirugía, en la que la nutrición vía parenteral adquiere su mayor importancia y debe ser precoz una vez estabilizadas las funciones pulmonares y cardiaca. Posteriormente se añade nutrición enteral inicialmente por sonda nasogastrica de forma solapada a la nutrición parenteral. Tiene una especial importancia la nutrición enteral por su función trófica sobre el intestino delgado remanente que constituye lo que se denomina la "adaptación intestinal", proceso por el cual el intestino delgado restante se adapta mediante hiperplasia a la nueva situación para poder aumentar su potencial absortivo. Posteriormente hay casos en los que la dependencia de la nutrición parenteral es indefinida y otros en que se consigue la independencia de la misma con nutrición enteral aislada. La nutrición vía oral no es un objetivo en todos los casos y constituye un beneficio psicológico y social más que nutricional. Si se alcanzase la nutrición vía oral, esta debe ser siempre en pequeñas tomas, baja en agua libre y rica en solutos de rehidratacion oral. Los hidratos de carbono deben estar en proporciones muy bajas en cualquier soporte nutricional a estos pacientes ya que provocan diarrea osmótica y favorecen el sobrecrecimiento bacteriano También es necesario un aporte de vitaminas y minerales que serán suministrados en la dieta. 
En cualquier caso, el tratamiento es individualizado y se adapta a los segmentos intestinales resecados. En cuanto al tratamiento farmacológico adquiere importancia los inhibidores de la bomba de protones.

### Complicaciones
Durante el tratamiento se debe tener en cuenta las dificultades que puedan surgir, algunas de ellas son propias de la nutrición parenteral: Acidosis metabólica; cálculos biliares, renales; proliferación bacteriana. La mayor complicación sin duda es la desnutrición severa.

## Pronóstico
Hay factores de mal pronóstico como son: la resección de íleon, la pérdida de la válvula ileo-cecal que permite el paso y desarrollo de gérmenes —que habitualmente están en el colon— hacia el intestino delgado, la resección de colon, la edad avanzada o neonatal, la enfermedad de base.
La pérdida de accesos vasculares, con la consiguiente imposibilidad de colocar catéteres para nutrición parenteral, es uno de los factores más importantes en el empeoramiento del pronóstico.